# 国頭盛順
国頭 盛順（くにがみ せいじゅん、1511年–1580年4月14日）は、琉球王国の官僚。唐名は翁寿祥（おう じゅしょう）、童名は思武太（うみんた）、号は瑞峯（ずいほう）。翁氏永山殿内の始祖とされた。
盛順の出自や家系については系譜にも明確な記録がなく、詳細は不明であるが、浦添良憲の娘婿であったとされる。
1554年（嘉靖33年）には勝連間切惣地頭に任命され、あわせて石奉行御鎖之側を務めた。その後、紫冠を授けられた。尚元王の即位後には、三司官に任ぜられている。
1568年（隆慶2年）、盛順は王舅として、正議大夫梁炫とともに、明の隆慶帝（明穆宗）の即位を祝う慶賀使として派遣され、方物を献上した。1570年に帰国し、復命した。
1580年（万暦8年）4月1日（旧暦）に死去。

## 系譜
- 父不詳
- 母不詳
- 妻：眞加戸（浦添親方馬良憲の娘）
- 長女：眞加戸（生年不詳。麻氏與儀親雲上盛春に嫁す。万暦18年（1590年）に死去。号は月江。）
- 次女：思乙（生年不詳。毛氏豊見城親方盛章に嫁す。万暦37年（1609年）に死去。号は瑞運。）
- 長男：城間親方盛久（翁氏永山殿内二代目。唐名翁寄松。童名太郎金。嘉靖21年（1542年）に生まれた。正室は麻氏大里親方盛行の娘である思乙。継室は宗邊親雲上永泰の娘である思戸。）
- 次男：藍玉長老（童名は眞三良。生年不詳。春蘆長老に随い出家し、母は側室。崇禎3年（1630年）に死去。）
- 三女：思乙（生年不詳。洪氏西原筑登之親雲上弥英に嫁す。泰昌元年（1620年）に死去。号は花窓。）